# Typ 4 Chi-To
Der Typ 4 Chi-To (jap. 四式中戦車 チト yon-shiki chūsensha chi-to ‚Typ 4 mittlerer Panzer Chi-To‘) war ein japanischer Prototyp eines Kampfpanzers aus dem Zweiten Weltkrieg. Die Entwicklung begann im Jahr 1943. Der grundsätzliche Entwurf basiert auf einem vergrößerten Chi-Ha. Die Hauptbewaffnung war die Typ 4 75-mm-Kanone (eine Kopie der M29 Bofors 75-mm-FlaK). Die Panzerung betrug bis zu 75 mm an kritischen Stellen und wurde hauptsächlich geschweißt, wobei manche Teile gegossen wurden. Der Chi-To war der fortschrittlichste japanische Panzer, der die Serienreife erreicht hatte. Der erste Prototyp wurde daraufhin im Jahr 1944 in die Erprobung geschickt. Geplant war eine monatliche Produktion von 20 Stück bei Mitsubishi und 5 Stück bei Kobe Steel. Letztendlich wurden lediglich sechs Prototypen begonnen, von denen nur zwei fertiggestellt werden konnten.